# Piégon
Cet article possède un paronyme, voir Pigeon (homonymie).
Piégon est une commune française située dans le département de la Drôme en région Auvergne-Rhône-Alpes.

## Géographie

### Localisation
Rattachée à la communauté de communes des Baronnies en Drôme Provençale, la commune de Piégon est située à 10 km au sud de Nyons et à 10 km au nord de Vaison-la-Romaine.

### Relief et géologie
La commune de Piégon s'étend essentiellement sur les contreforts du Massif des Baronnies.

Elle est entre 250 et 350 mètres d'altitude. La montagne de Buisse et celle de Gourbeau constituent les points culminants de la commune (787 et 704 mètres).

### Hydrographie
La commune est traversée par deux petits cours d'eau : le ruisseau du Grand Vallat qui devient la Gaude en entrant sur la commune de Mirabel-aux-Baronnies et le Gourbeau.

Au sud, le Lauzon forme la limite avec Puyméras (dans le Vaucluse).

### Climat
Pour des articles plus généraux, voir Climat d'Auvergne-Rhône-Alpes et Climat de la Drôme.
En 2010, le climat de la commune est de type climat méditerranéen altéré, selon une étude du Centre national de la recherche scientifique s'appuyant sur une série de données couvrant la période 1971-2000. En 2020, Météo-France publie une typologie des climats de la France métropolitaine dans laquelle la commune est exposée à un climat de montagne ou de marges de montagne et est dans la région climatique Provence, Languedoc-Roussillon, caractérisée par une pluviométrie faible en été, un très bon ensoleillement (2 600 h/an), un été chaud (21,5 °C), un air très sec en été, sec en toutes saisons, des vents forts (fréquence de 40 à 50 % de vents > 5 m/s) et peu de brouillards.
Pour la période 1971-2000, la température annuelle moyenne est de 12,9 °C, avec une amplitude thermique annuelle de 17 °C. Le cumul annuel moyen de précipitations est de 845 mm, avec 6,5 jours de précipitations en janvier et 3,6 jours en juillet. Pour la période 1991-2020, la température moyenne annuelle observée sur la station météorologique de Météo-France la plus proche, « Puyméras », sur la commune de Puyméras à 4 km à vol d'oiseau, est de 14,2 °C et le cumul annuel moyen de précipitations est de 700,2 mm,. Pour l'avenir, les paramètres climatiques de la commune estimés pour 2050 selon différents scénarios d'émission de gaz à effet de serre sont consultables sur un site dédié publié par Météo-France en novembre 2022.

### Voies de communication et transports
Le territoire communal est traversé par la route départementale 538 (RD538).

## Urbanisme

### Typologie
Au 1er janvier 2024, Piégon est catégorisée commune rurale à habitat très dispersé, selon la nouvelle grille communale de densité à 7 niveaux définie par l'Insee en 2022.
Elle est située hors unité urbaine. Par ailleurs la commune fait partie de l'aire d'attraction de Nyons, dont elle est une commune de la couronne,. Cette aire, qui regroupe 17 communes, est catégorisée dans les aires de moins de 50 000 habitants,.

### Occupation des sols
L'occupation des sols de la commune, telle qu'elle ressort de la base de données européenne d’occupation biophysique des sols Corine Land Cover (CLC), est marquée par l'importance des territoires agricoles (77,7 % en 2018), une proportion sensiblement équivalente à celle de 1990 (77,3 %). La répartition détaillée en 2018 est la suivante : 
cultures permanentes (51,9 %), zones agricoles hétérogènes (25,7 %), forêts (21,6 %), milieux à végétation arbustive et/ou herbacée (0,7 %). L'évolution de l’occupation des sols de la commune et de ses infrastructures peut être observée sur les différentes représentations cartographiques du territoire : la carte de Cassini (XVIIIe siècle), la carte d'état-major (1820-1866) et les cartes ou photos aériennes de l'IGN pour la période actuelle (1950 à aujourd'hui).

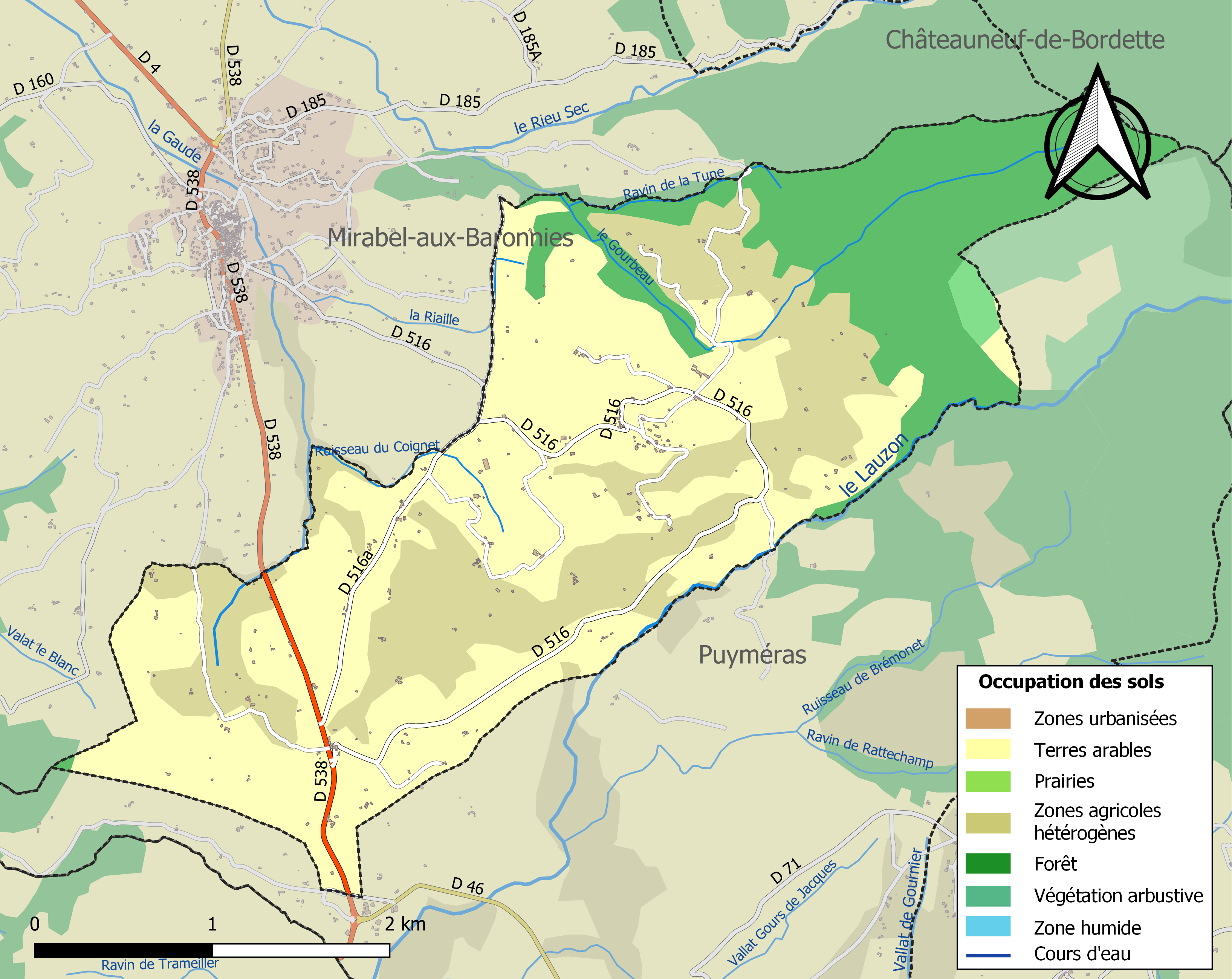
Carte des infrastructures et de l'occupation des sols de la commune en 2018 (CLC).

### Morphologie urbaine
Village surélevé en amphithéâtre.

## Toponymie

### Attestations
Dictionnaire topographique du département de la Drôme :
- 1178 : De Podio Gigone (cartulaire des templiers, 88).
- 1185 : De Podio Guigo (cartulaire des templiers, 94).
- 1221 : De Podio Gugoni (cartulaire des templiers, 121).
- 1245 : Podium Ugone (Valbonnais, I, 142).
- 1276 : Castrum de Podio Hugone (Inventaire des dauphins, 217).
- 1284 : Castrum de Podio Guigone (Valbonnais, II, 118).
- 1343 : Pierrhugon (Valbonnais, II, 453).
- 1343 : Puyhugon (Duchesne, Dauphins du Viennois, 71).
- 1388 : Castrum Podii Guigonis (choix de docum., 210).
- XVIIe siècle : Puy Guigon et Puy Hugon (archives de la Drôme, fonds de Sainte-Croix).
- 1891 : Piégon, commune du canton de Nyons.

## Histoire

### Préhistoire
Les plus anciennes traces d'occupation humaine sur le territoire de la commune de Piégon datent de la période néolithique. Au début des années 1980, René Gras et René Enguent repèrent, sur le site de la colline de La Garenne, les traces d'un probable atelier de taille de silex. Ils réalisèrent un sondage archéologique sur le versant occidental de la colline de Fontatières qui leur permit de découvrir les traces d'un four de la période néolithique[réf. nécessaire].

### Protohistoire
Pour la période protohistorique, aucun vestige n’a été retrouvé, mais l’occupation du territoire de Piégon est probable. La région relève alors de la confédération des Voconces, dont Vaison est la capitale méridionale[réf. nécessaire].

### Antiquité: les Gallo-romains
Des villae se développent sur le territoire de Piégon. Leurs traces ont été repérées dans les quartiers du Jas, de Grange Neuve, de Grande Basse ou du Haut Lauzon

De petits autels votifs ont également été retrouvés le long de la route départementale 538[réf. nécessaire].

### Du Moyen Âge à la Révolution
La chapelle dédiée à saint Martin, et entourée d'un cimetière, est bâtie au nord-est de l'actuelle ferme de Grange Basse. Elle servit d'église paroissiale pendant une partie du Moyen Âge[réf. nécessaire].
La seigneurie :
- Au point de vue féodal, Piégon était une terre du fief des barons de Montauban (puis d'Alphonse de Poitiers (1220-1271), frère de Louis IX[12]).
- 1276 : possession d'une famille du même nom.
- 1330 et 1338 : possession de plusieurs co-seigneurs.
- La terre passe aux dauphins.
- Inféodée aux Bésignan.
- Vendue presque aussitôt aux Venterol.
- 1363 : passe (par héritage) aux Eschaffin.
- 1373 : passe (par mariage) aux (d')Alauzon.
- 1424 : passe aux Diez.
- Avant 1540 : passe aux Planchette.
- 1595 : vendue aux (d')Agoult de Bonneval.
- 1738 : passe (par mariage) aux Trémolet de Montpezat.
- 1780 : passe aux Tertulle-Bucelly, derniers seigneurs.

Le village de Piégon se développe à l'ouest et en contrebas d'un château fondé au XIe siècle sur le sommet de la colline.

Deux rues desservent une cinquantaine de maisons, entourées de murailles. Une seule porte, au nord, permet d'accéder au village et au château.

La possession du château permet le contrôle de la principale route allant de Nyons à Buis-les-Baronnies[réf. nécessaire].
Entre 1165 et 1219 : certains membres d'une famille de Podio Guigonis, alliés aux Artellar (des environs de Sahune), aux Humbert (de Rochebrune) ou aux Cairanne, assistent à plusieurs donations à la commanderie de Roaix[réf. nécessaire].
Début XIIIe siècle, le fief appartient aux Mondragon-Montauban qui dominent la région de Nyons[réf. nécessaire].
1315 : la terre est intégrée au Dauphiné[réf. nécessaire].
1349 : elle passe au royaume de France[réf. nécessaire].
Début XIVe siècle : existence d'une châtellenie[réf. nécessaire].
Le village, en partie abandonné dans la fin du Moyen Âge, est réoccupé au XVIe siècle. Il concentre, jusqu’au début du XXe siècle, l'essentiel de la population et des activités économiques de la seigneurie puis de la commune[réf. nécessaire]..
XVIe siècle : destruction de l'église du village (anciennement église castrale dédiée à saint Pierre[réf. nécessaire].
À partir du XVIe siècle, les seigneurs disposent du moulin à huile et prélèvent un pourcentage important de la presse de l'huile d'olive[réf. nécessaire].
Début XVIIe siècle : la chapelle Notre-Dame-de-Cadenet devient église paroissiale[réf. nécessaire].
1675 : constitution de deux seigneuries indépendantes, toutes deux situées sur le territoire de la commune[réf. nécessaire] :
- Piégon qui regroupe l'essentiel des droits et des terres et qui restent possession des Agoult.
- Le Pontillard, autour d'une bâtie noble installée à proximité d'un antique passage entre Nyons et Vaison et qui revient aux Planchette.

1747 : tentatives d'émancipation et résistance de la population face au nouveau seigneur de Piégon, le duc de Montpezat, époux d'une Agoult[réf. nécessaire].
Avant 1790, Piégon était une communauté de l'élection de Montélimar et de la subdélégation et du bailliage du Buis, formant une paroisse du diocèse de Vaison, dont l'église, dite de Notre-Dame-de-Cadenet, était celle d'un prieuré séculier, dépendant du chapitre cathédral de Vaison et dont les dîmes appartenaient au prieur, qui présentait à la cure.

### De la Révolution à nos jours
En 1790, la commune est comprise dans le canton de Mirabel. La réorganisation de l'an VIII la place dans le canton de Nyons.
Les propriétés du seigneur, devenues biens nationaux, sont l'objet de discordes entre des spéculateurs extérieurs à la commune et la population qui comptait récupérer les plus belles terres[réf. nécessaire]
Jusqu'à la Restauration, le village est réfractaire aux tentatives de normalisation, notamment religieuses, entamées sous l'Empire. À partir des années 1830, les oppositions semblent s'atténuer. La commune est dominée par deux familles qui possèdent les domaines agricoles les plus importants et qui occuperont tour à tour le poste de maire[réf. nécessaire].
En 1870, Piégon bascule dans le camp républicain, voire radical. À partir de cette date, et jusque dans les années 1970, elle est une des communes les plus à gauche du canton de Nyons[réf. nécessaire].
Le village est progressivement abandonné à partir des années 1880, et définitivement, au milieu des années 1930, après des menaces d'écroulement de la mairie et de l'école.

Une nouvelle mairie-école est construite en contrebas de la butte du village et à l'ouest de l'église Notre-Dame-de-Cadenet[réf. nécessaire].

## Politique et administration

### Liste des maires
| Période                                  | Période   | Identité           | Étiquette | Qualité     |
| ---------------------------------------- | --------- | ------------------ | --------- | ----------- |
| Les données manquantes sont à compléter. |           |                    |           |             |
| mars 2001                                | mars 2008 | Aline Eichenberger |           |             |
| mars 2008                                | En cours  | Serge Roux         | DVD       | Agriculteur |

## Population et société

### Démographie
L'évolution du nombre d'habitants est connue à travers les recensements de la population effectués dans la commune depuis 1793. Pour les communes de moins de 10 000 habitants, une enquête de recensement portant sur toute la population est réalisée tous les cinq ans, les populations de référence des années intermédiaires étant quant à elles estimées par interpolation ou extrapolation. Pour la commune, le premier recensement exhaustif entrant dans le cadre du nouveau dispositif a été réalisé en 2004.

En 2022, la commune comptait 240 habitants, en évolution de −10,78 % par rapport à 2016 (Drôme : +2,64 %, France hors Mayotte : +2,11 %).
| 1793 | 1800 | 1806 | 1821 | 1831 | 1836 | 1841 | 1846 | 1851 |
| ---- | ---- | ---- | ---- | ---- | ---- | ---- | ---- | ---- |
| 361  | 342  | 379  | 442  | 498  | 474  | 476  | 491  | 461  |

| 1856 | 1861 | 1866 | 1872 | 1876 | 1881 | 1886 | 1891 | 1896 |
| ---- | ---- | ---- | ---- | ---- | ---- | ---- | ---- | ---- |
| 464  | 480  | 511  | 456  | 468  | 416  | 400  | 406  | 345  |

| 1901 | 1906 | 1911 | 1921 | 1926 | 1931 | 1936 | 1946 | 1954 |
| ---- | ---- | ---- | ---- | ---- | ---- | ---- | ---- | ---- |
| 314  | 304  | 325  | 300  | 283  | 266  | 252  | 228  | 207  |

| 1962 | 1968 | 1975 | 1982 | 1990 | 1999 | 2004 | 2006 | 2009 |
| ---- | ---- | ---- | ---- | ---- | ---- | ---- | ---- | ---- |
| 205  | 220  | 205  | 232  | 268  | 274  | 239  | 228  | 256  |

| 2014 | 2019 | 2022 | - | - | - | - | - | - |
| ---- | ---- | ---- | - | - | - | - | - | - |
| 267  | 242  | 240  | - | - | - | - | - | - |

### Enseignement

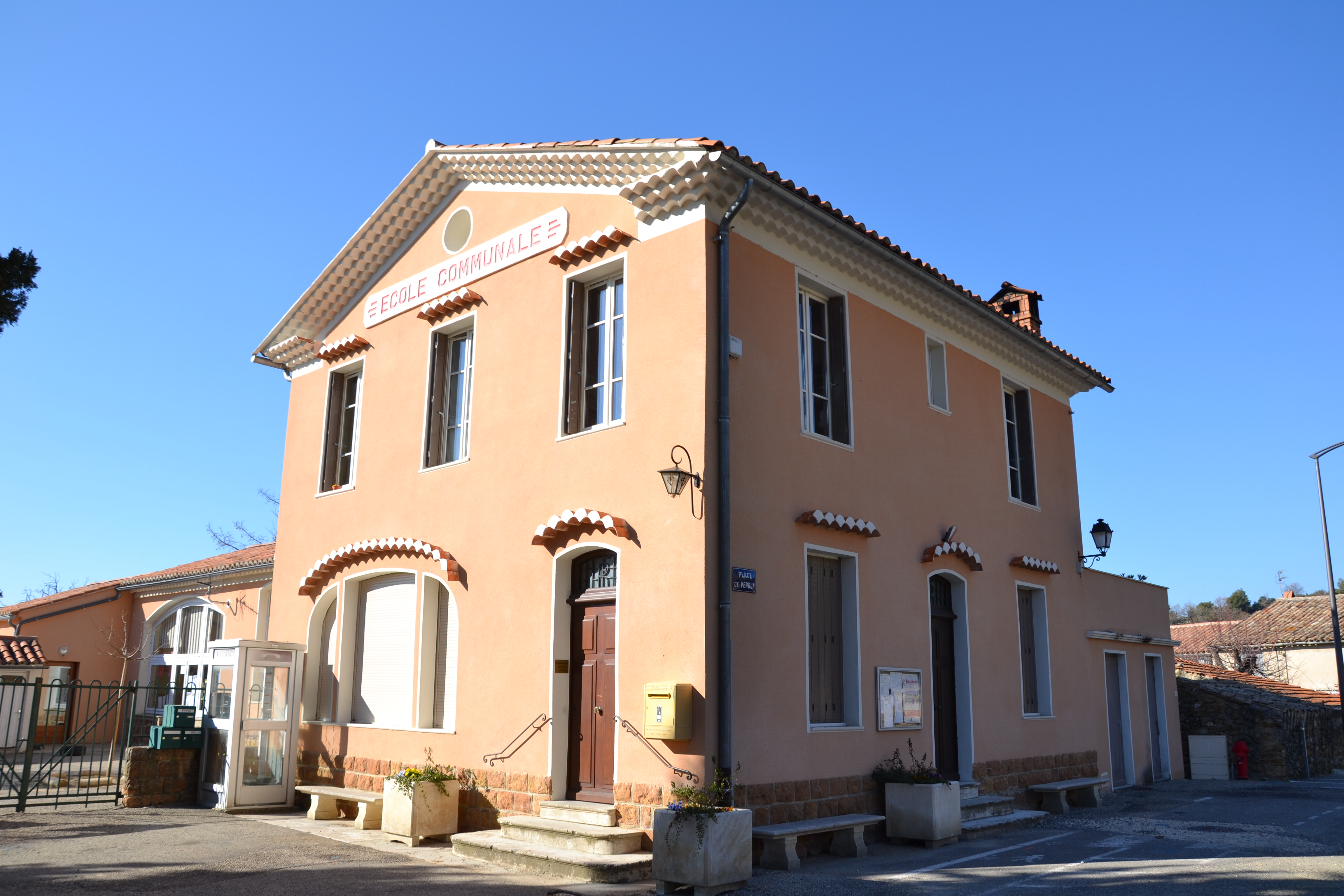
Mairie-école de Piégon.

Piégon dépend de l'académie de Grenoble, circonscription de Nyons. Avant 2018, les élèves commençaient leur scolarité à l'école primaire communale, composée d'une classe unique. Cette école a été fermée en 2018[source insuffisante].
Depuis septembre 2018[réf. nécessaire], une école Montessori a été ouverte à Piégon[source insuffisante].

### Manifestations culturelles et festivités
- Fête : le dimanche avant le 14 août[12].

## Économie

### Agriculture

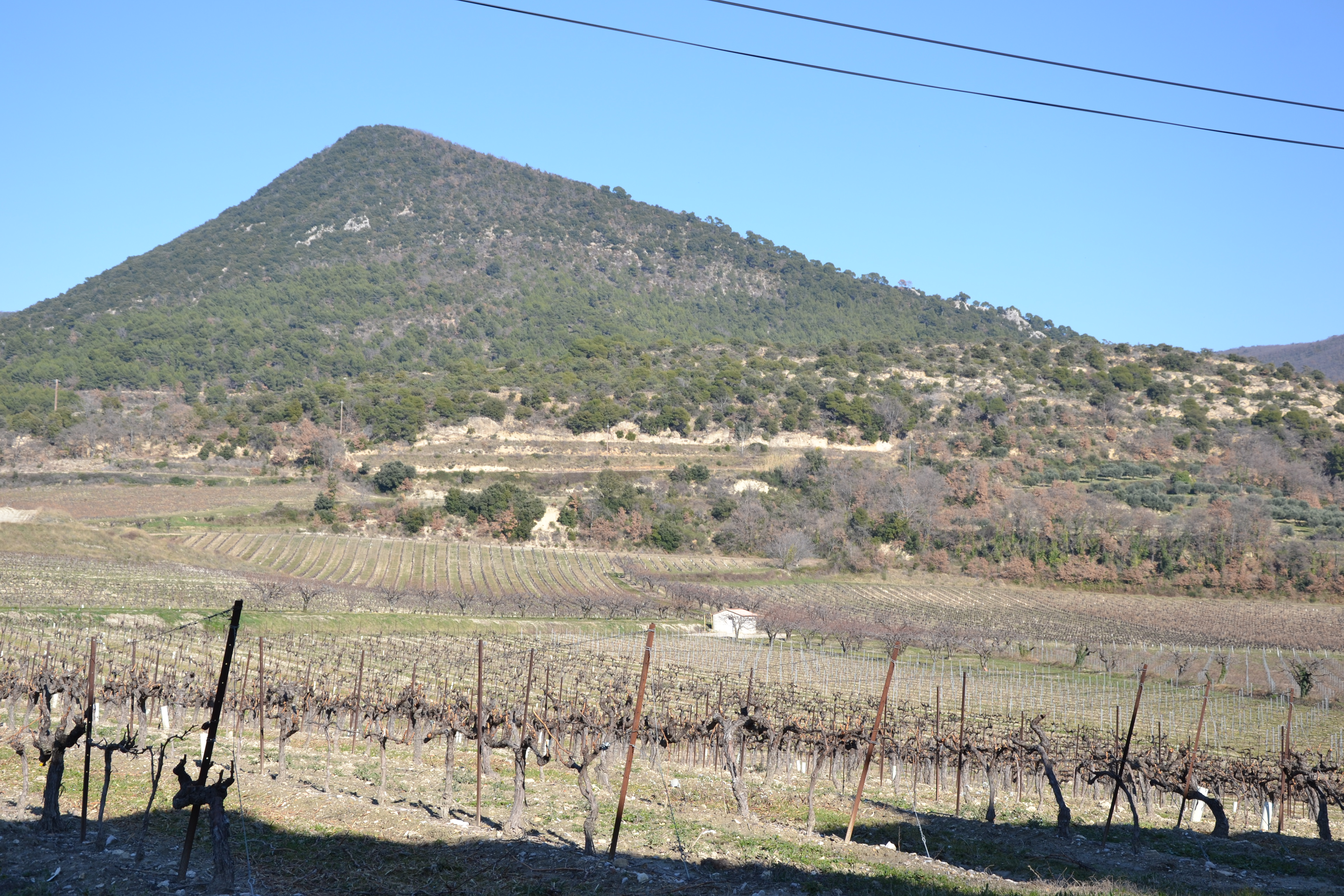
Vignoble à Piégon.

En 1992 : vignes (AOC côtes-du-rhône), vergers.
L'agriculture représente près de 65 % de l'activité économique de Piégon.
Les viticulteurs locaux se répartissent dans les caves coopératives de Vinsobres (la Vinsobraise), de Nyons et de Puyméras (la Comtadine)[réf. nécessaire].

## Culture locale et patrimoine

### Lieux et monuments

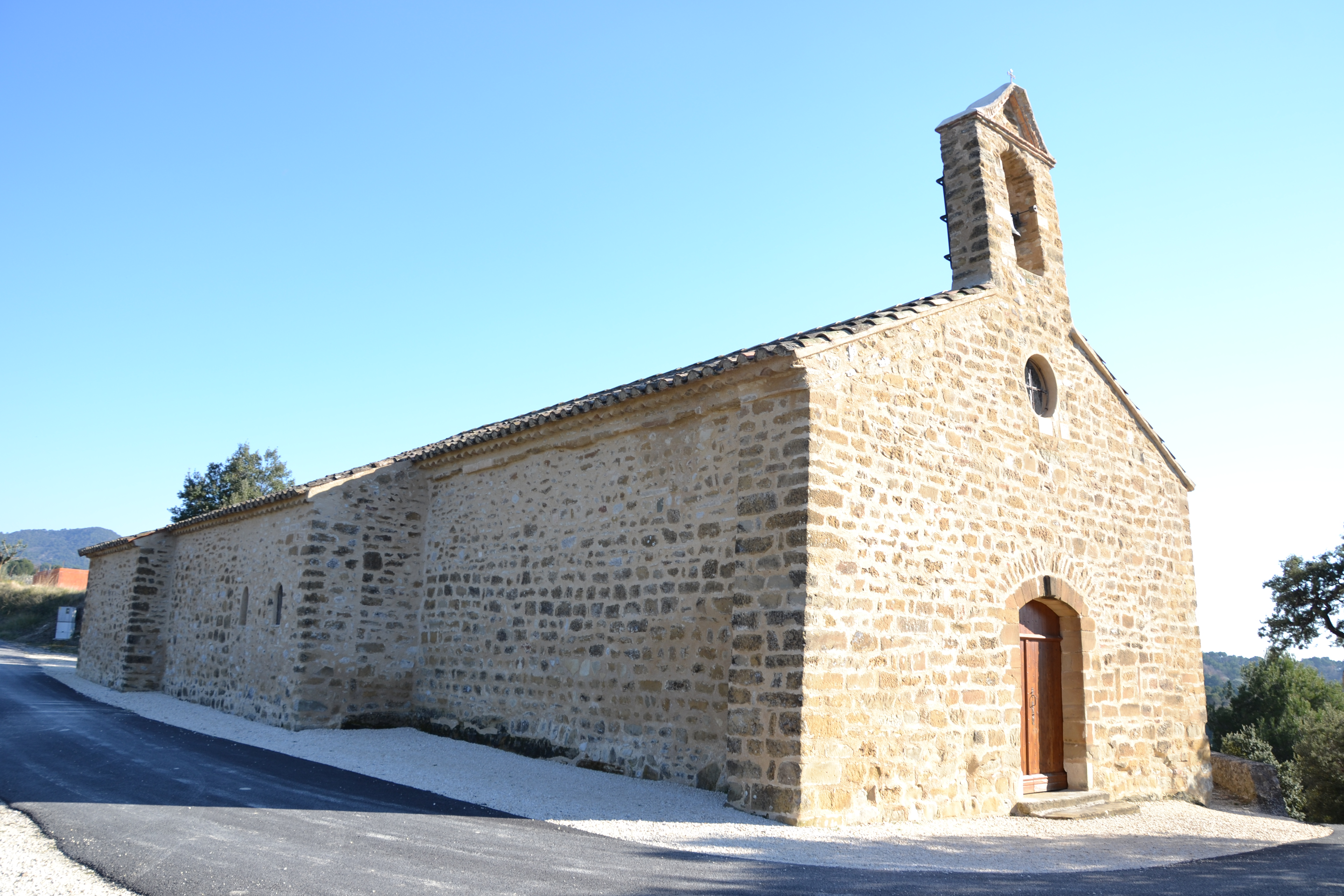
Chapelle Notre-Dame-de-Cadenet.

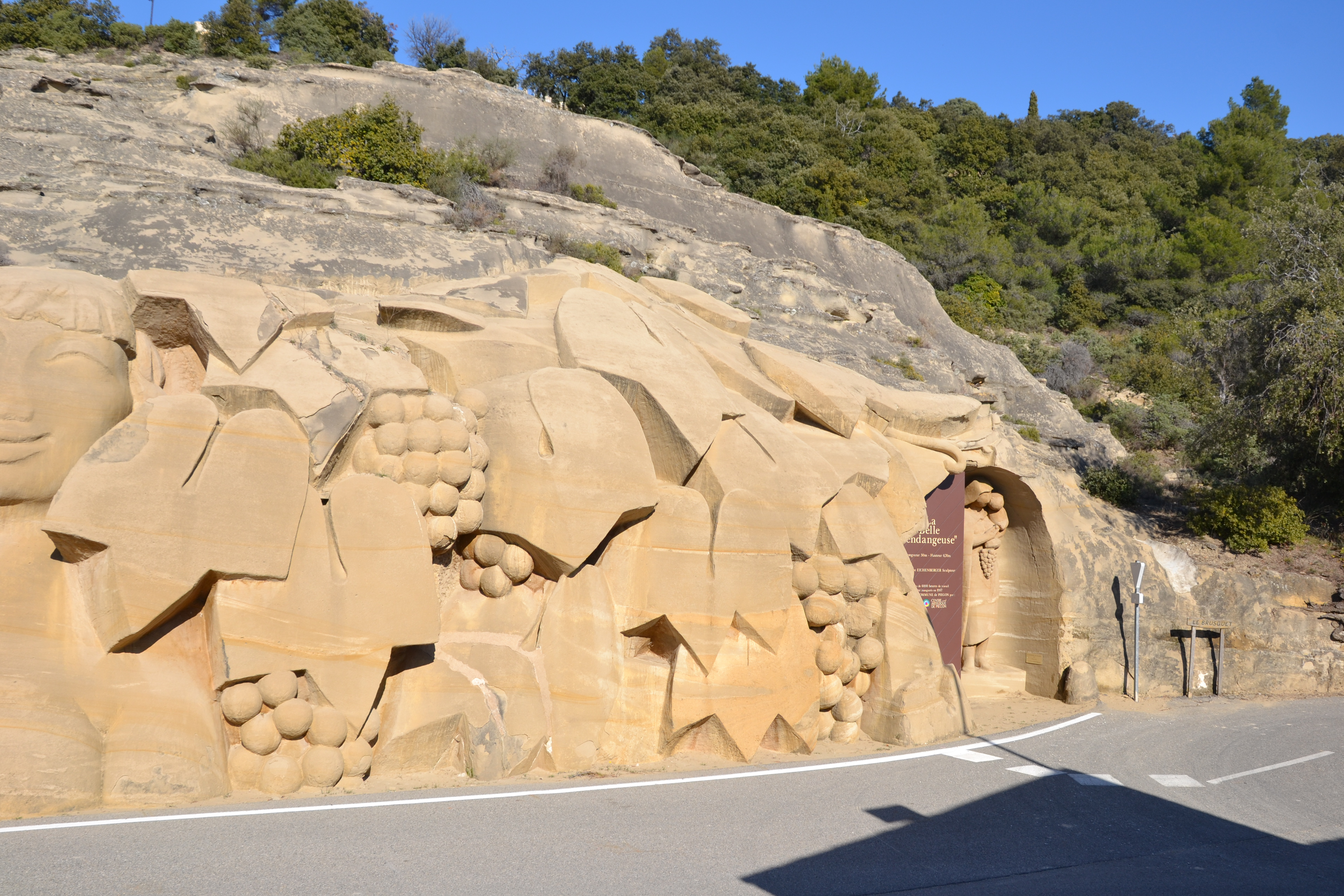
Sculpture La Belle Vendangeuse.

- Chapelle Notre-Dame-de-Cadenet (XIIe siècle)

Construite à l'endroit où un laboureur voyait ses vaches s'agenouiller. Elle a été restaurée en 1970.
Église paroissiale de la commune depuis le début du XVIIe siècle (inscrite au titre des Monuments Historiques depuis 1994)
Elle devrait son nom aux genévrier cade pluri-centenaires qui se trouvent à proximité. La légende raconte qu'une statue de la Vierge fut trouvée au pied d'un de ces arbres où s'agenouillait régulièrement une des vaches du paysan qui la retrouva.
Le nom de Cadenet vient peut-être d'une population gallo-romaine, les Cadienses, mentionnée dans une inscription gallo-romaine trouvée sur le territoire de Mirabel-aux-Baronnies au XVIIIe siècle.
Cette chapelle est de fondation romane ; une petite ouverture, ainsi que des modillons le long du mur sud extérieur de la nef, attestent de cette origine. Elle a été remaniée.
À l'intérieur, la nef est composée de trois travées irrégulières, d'une travée de chœur qui ouvre sur deux chapelles situées de part et d'autre et d'une abside semi-circulaire. Le tout est voûté en plein cintre, alors que l'abside est recouverte d'une voûte en cul de four.
- Vestiges de l'enceinte du village déserté au XIXe siècle[réf. nécessaire].
- Ancienne porte du village et portail[12].
- Maison forte de Pontillard (XIVe siècle)[12].
- Sculpture monumentale "La belle Vendangeuse", de Jean-Pierre Eichenberger, inaugurée le 6 juillet 1997. Cette sculpture de 29 mètres sur six taillée dans un massif de safre en bordure de route a demandé 5000 heures de travail et a été complétée un an plus tard par "La Madone au raisin"[24].

### Patrimoine naturel
- Un genévrier cade de 800 ans au cimetière[12].

### Personnalités liées à la commune
- Jean-Pierre Eichenberger, peintre et sculpteur suisse, créateur du centre artistique de Piégon[25],[26].

### Héraldique, logotype et devise
|  | Piégon possède des armoiries dont l'origine et le blasonnement exact ne sont pas disponibles. |